# Bridges (court métrage)
Pour les articles homonymes, voir Bridges.
Pour plus de détails, voir Fiche technique et Distribution.
Bridges est un court métrage d'animation partielle allemand réalisé par Miguel Angelo Pate et sorti en 2011. Issu d'une bande dessinée, il a pour but d'honorer la mémoire des pilotes militaires qui ont contribué au pont aérien de Berlin en 1948 afin de ravitailler l'enclave Alliée en Allemagne.

## Synopsis
Saul Bridges, pilote de bombardier américain est abattu au-dessus de Berlin lors d'un raid. Il sera sauvé des patrouilles de la Wehrmacht par un petit garçon, Lukas, et soigné par la sœur de ce dernier, Traute, 16 ans. Caché, il sera trouvé par les soldats russes sans jamais revoir ses sauveurs. Quelques années plus tard, afin de calmer son sentiment de culpabilité envers les Berlinois, il décide de participer au pont aérien mis en place par les Alliés. Il découvre alors que certains de ses collègues participent à des trafics de produits de luxe cachés dans des boîtes de médicaments. À la suite d'un accident causé par un brouillard dense, une enquête militaire est ouverte et empêche la livraison des produits de contrebande. Saul est chargé de rencontrer un certain Niedhart, le contact local. Il tombe par hasard sur Traute et celle-ci lui apprend que son petit frère, muet depuis la mort de leur mère au cours d'un bombardement, est atteint de la tuberculose. Bridges décide de prendre ses sauveurs d'autrefois à sa charge et de les soigner.

## Distribution
- Gedeon Burkhard : capitaine Saul Bridges.
- David Gant (en) : Neidhart, contact local du marché noir et ancien garde SS en camp de concentration.
- Bela B. Felsenheimer : Mennis, MP (police militaire), contact américain pour le marché noir.
- Nike Martens : Traute, la jeune Berlinoise qui prend soin de Saul.
- Kim Quint : Lukas, frère de Traute.
- Urs Remond :
- Gilbert von Sohlern :